# Steinnes
Steinnes är en bergstopp i Antarktis. Den ligger i Östantarktis. Australien gör anspråk på området. Toppen på Steinnes är 1 meter över havet.
Terrängen runt Steinnes är varierad. Havet är nära Steinnes åt nordväst. Trakten är glest befolkad. Närmaste befolkade plats är Zhongshan Station, 8,5 kilometer väster om Steinnes. 